# کراستیو سمرژیف
کراستیو سمرژیف (بلغاری: Кръстю Семерджиев؛ زادهٔ ۲۱ مهٔ ۱۹۵۴) وزنه‌بردار اهل بلغارستان بود.